# Stein (Loipersdorf bei Fürstenfeld)
Stein è una frazione di 495 abitanti del comune austriaco di Loipersdorf bei Fürstenfeld, nel distretto di Hartberg-Fürstenfeld (Stiria). Già comune autonomo, il 1º gennaio 2015 è stato aggregato a Loipersdorf bei Fürstenfeld.